# Ewa Samuelsson
Ewa Elisabeth Samuelsson, född Winblad 4 april 1949 i Enskede församling i Stockholm, är en svensk kristdemokratisk politiker. Ewa Samuelsson var äldreborgarråd 2006–2010 och biträdande socialborgarråd med ansvar för tillgänglighets- och funktionshinderfrågor 2010–2014 och har bland annat debatterat rullstolsburnas synlighet i public service. Ewa Samuelsson var ledamot i Stockholms kommunfullmäktige och gruppledare för Kristdemokraterna i Stockholms stadshus.

## Övriga tidigare uppdrag
- Ersättare i kommunstyrelsen
- Ersättare i kommunstyrelsens ekonomiutskott
- Ledamot i socialnämnden
- Styrelseordförande för Svenskt Demenscentrum
- Ledamot i Kristdemokraternas partistyrelse och verkställande utskott
- Ordförande i Kristdemokraternas kommun- och landstingspolitiska råd
- Vice ordförande beredning Socialpolitik och Individomsorg, SKL
- Ordförande Europeiska kommunförbundets (CEMR) jämställdhetsutskott

Ewa Samuelsson var under mandatperioden 2006–2010 äldreborgarråd och ordförande i äldrenämnden. Hon var integrations-, miljö- och idrottsborgarråd i Stockholm juli–oktober 2002. Samuelsson har utsetts av regeringen till särskild utredare för kommunalisering av hemsjukvården (SOU 2011:55). Utredningen presenterade sitt resultat i juni 2011.